# جيز جورج
جيز جورج (بالإنجليزية: Jez George)‏ هو لاعب كرة قدم ومدرب كرة قدم بريطاني، ولد في 24 يناير 1970 في كامبريدجشير في المملكة المتحدة. لعب مع كامبريدج يونايتد.

## وصلات خارجية
- جيز جورج على موقع قاعدة بيانات كرة القدم.إي يو (الإنجليزية)
- جيز جورج على موقع Soccerbase.com (مدرب) (الإنجليزية)